# Hold Your Colour
Hold Your Colour é o álbum de estreia da banda australiana de drum'n'bass Pendulum. Foi lançado em 2005 e relançado em 2007.
O álbum conta com colaborações de vários artistas, incluindo os DJs Fresh e TC, os MCs $pyda e Singing Fats, vocalistas das bandas Freestylers e Halogen, e guitarristas das bandas Karnivool e Concord Dawn.

## Lista de faixas
| Música                                 | Duração | Compositor             |
| -------------------------------------- | ------- | ---------------------- |
| Prelude                                | 0:54    | Rob Swire              |
| Slam                                   | 5:47    | Rob Swire              |
| Plastic World (ft. Fats&TC)            | 6:23    | Rob Swire, Fats        |
| Fasten your Seatbelt (ft. Freestylers) | 6:23    | Freestylers e Pendulum |
| Through the Loop                       | 6:15    | Rob Swire              |
| Sounds of Life                         | 5:23    | Rob Swire              |
| Girl in the Fire                       | 4:53    | Rob Swire              |
| Tarantula                              | 5:31    | Fresh e Rob Swire      |
| Out Here                               | 6:07    | Rob Swire              |
| Hold Your Colour                       | 5:28    | Pendulum               |
| The Terminal                           | 5:42    | Rob Swire              |
| Streamline                             | 5:25    | Rob Swire              |
| Blood Sugar                            | 5:21    | Rob Swire e Pendulum   |
| Axle Grinder                           | 4:09    | Rob Swire              |
| Still Grey                             | 7:50    | Rob Swire              |